# Félix de Urgel
Félix de Urgel o Felix d'Urgell (?-Lyon, 818) fue obispo de Urgel (783-792 y 798-799). Junto con Elipando, arzobispo de Toledo, defendió el adopcionismo.
Félix de Urgell se puso del lado de Elipando de Toledo en la controversia que mantenía este con el astur Beato de Liébana a propósito del adopcionismo que defendía el primero y que el segundo consideraba una herejía. Como Urgell acababa de ser sometido al imperio carolingio la querella adopcionista alcanzó a la corte de Carlomagno y una serie de eminentes clérigos —como Alcuino de York, Paulino de Aquilea o Teodulfo de Orleans—, con el apoyo del propio rey y del papa, se ocuparon en rebatir la «herejía» del arzobispo Elipando de Toledo y del obispo Félix de Ugell. Se llegó a reunir en el año 794 un concilio en Frankfurt presidido por el propio Carlomagno en el que el adopcionismo fue condenado. En uno de sus cánones se decía que esta «herejía debería ser radicalmente extirpada de la Santa Iglesia». Finalmente Félix de Urgell fue destituido de su diócesis y confinado a Lyon, donde pasó el resto de sus días.